# Alla faccia dell'angelo
Alla faccia dell'angelo (Vicky Angel) è un romanzo di Jacqueline Wilson.

## Trama
Vicky e Jade sono due quattordicenni migliori amiche da quando erano piccole; Vicky è una ragazza esuberante e prepotente che spesso sottopone Jade alle sue imposizioni, alle quali Jade si sottomette di continuo per il suo carattere timido e introverso. Un giorno, a scuola, Jade per la prima volta si arrabbia sinceramente con Vicky in quanto ridicolizza il suo desiderio di iscriversi all'attività di teatro extracurricolare. Durante la discussione, Vicky attraversa una strada senza guardare e viene investita da un'auto. Jade accompagna l'amica in ospedale sull'ambulanza, dove la ragazzina muore per le ferite interne riportate. Scioccata, Jade vaga in stato confusionale finché non le si palesa davanti quello che sembra essere lo spirito di Vicky.
Da allora, Jade viene pesantemente condizionata dalla presenza invisibile di Vicky; quest'ultima in un'occasione arriva a suggerirle di togliersi la vita e la porta a insultare e allontanare i compagni che provano a mostrarle il suo sostegno. Jade sprofonda sempre di più nella depressione, dovuta anche allo scarso supporto dei genitori, che non comprendono le sue angosce. La professoressa Cambridge, una delle insegnanti di Jade, si accorge delle sue condizioni, quindi le presenta una consulente per il lutto che aiuta Jade a "controllare" lo spirito di Vicky, facendole riconoscere l'astio che nutriva per l'amica a causa delle prepotenze commesse nei suoi confronti.
Jade viene chiamata a testimoniare all'inchiesta sulla morte di Vicky. Si costringe ad affrontare il ricordo dell'accaduto e si colpevolizza per la morte dell'amica a causa del loro litigio. Scappa dal tribunale e quasi viene investita da un'auto, ma viene apparentemente salvata dallo spirito di Vicky, che la libera dal suo senso di colpa affermando che non la sua morte non è stata colpa sua. A Vicky crescono due ali d'angelo che le permettono di salire in Paradiso, salutando Jade che ora può andare avanti con la sua vita.